# Струнин, Владимир Иванович
Влади́мир Ива́нович Стру́нин (род. 10 января 1953 года, Усть-Каменогорск, КазССР) — доктор физико-математических наук, профессор, до 2014 года — ректор Омского государственного университета им. Ф. М. Достоевского.

## Биография
Струнин Владимир Иванович родился 10 января 1953 года в Усть-Каменогорскe, Восточно-Казахстанской области, Казахской ССР. В 1970 году поступил в Томский государственный университет и окончил его физико-технический факультет в 1976 году. В том же году устроился на работу в Омский государственный университет в должности заведующего лабораторией.
В 1985 году стал кандидатом физико-математических наук, защитив диссертацию по специальности «Физика и химия плазмы», а в 1990 году получил звание доцента.
В 1988—1991 годах работал в Сибирской государственной автомобильно-дорожной академии на кафедре физики.
С 1992 года является заведующим кафедрой экспериментальной физики и радиофизики ОмГУ.
В 1993—1999 годах являлся деканом физического факультета ОмГУ.
C 1999 по 2002 годы работал проректором ОмГУ по информационным технологиями, с 2002 года по 2009 год — проректором по научной работе и информационным технологиям.
Защитил в 2006 году докторскую диссертацию по специальности «Физика плазмы», в 2007 году ему было присвоено учёное звание профессора.
29 мая 2009 года Струнин был избран ректором Омского государственного университета.
29 апреля 2014 года состоялись очередные выборы ректора ОмГУ им. Ф. М. Достоевского. По итогам указанной конференции новым ректором ОмГУ был избран декан исторического факультета ОмГУ Якуб Алексей Валерьевич. Срок полномочий Струнина В. И. в должности ректора истек 22 июня 2014 года. В настоящий момент является Генеральным директором Публичного акционерного общества «Омский технопарк радиоэлектроники» учредителями которого стали:
1. Омский государственный университет им. Ф. М. Достоевского — 25 %;
2. Омский государственный технический университет (ОмГТУ) — 25 %;
3. ОАО «Корпорация развития Омской области» — 25 %;
4. Омский научно-исследовательский институт приборостроения — 25 %.